# Seznam jugoslovanskih rokometašev
Seznam jugoslovanskih rokometašev

## A
- Zlatan Arnautović

## J
- Boris Jarak

## K
- Svetlana Kitić